# Trasporti nelle Fiandre
I trasporti nelle Fiandre sono gestiti in due livelli per quanto riguarda la natura federale del Belgio con alcune funzioni gestite per conto del gabinetto del Belgio e altre funzioni gestite per conto del governo fiammingo. Pertanto, le ferrovie sono gestite a livello nazionale da NMBS e sono sotto l'egida del gabinetto del Belgio , mentre le ferrovie leggere sono gestite a livello regionale da De Lijn sotto l'egida del governo fiammingo. L'infrastruttura ferroviaria è gestita da Infrabel e quindi è sotto l'egida del gabinetto del Belgio.

## Ferrovia
L'NMBS gestisce treni frequenti attraverso le Fiandre che collegano le 142 stazioni della regione tra loro, con Bruxelles e la Vallonia e in alcuni casi con Francia, Paesi Bassi, Lussemburgo o Germania. Ad eccezione di alcune "città" (che in genere hanno ottenuto lo status di città molto tempo fa e ora hanno solo circa 10.000 cittadini) nelle Fiandre occidentali e nel Limburgo, tutte le città fiamminghe e la maggior parte dei villaggi hanno importanti stazioni ferroviarie. La linea ferroviaria più importante è la linea ferroviaria belga 50A che collega Ostenda con Brugge, Gent-Sint-Peters e Brussel Zuid-Bruxelles Midi (lungo la E40). De Lijn gestisce i tram a Gand, Anversa con la pre-metropolitana di Anversa e anche il tram costiero Kusttram.

## Acqua

### Porti

#### Porti marittimi
- Anversa - Porto di Anversa  (uno dei porti più trafficati del mondo)
- Bruges (Zeebrugge) - Porto di Bruges-Zeebrugge   (uno dei più trafficati d'Europa)
- Gand - Porto di Gand
- Ostenda - Porto di Ostenda

#### Faro
- Faro di Lange Nelle nel porto di Ostenda

#### Ex traghetti che accettavano passeggeri a piedi
- Regie voor Maritiem Transpor era una compagnia nazionale chiusa nel 1997, che gestiva i traghetti per Dover Western Docks da Ostenda.